# Chirurgia, anatomia e Chiesa cattolica nel Medioevo
L'immagine popolare del Medioevo è stata spesso legata alla descrizione che di esso è stata data nel XVIII secolo dai filosofi illuministi, e rafforzata poi dal pensiero positivista nel XIX secolo. In questa tradizione il Medioevo viene essenzialmente descritto come "Età buia", ovvero un'epoca di barbarie e di ignoranza, dominata da despoti e da una Chiesa oppressiva ed oscurantista; un'epoca in cui la razionalità ed il pensiero scientifico venivano repressi dal fanatismo religioso.
Quest'immagine negativa è soggetta revisione da parte di alcuni studiosi di critica storica, che trovano nel Medioevo aspetti creativi e confutano la visione di età prettamente barbara ed incolta. In particolare, per quanto riguarda la conoscenza scientifica, gli studi di Pierre Duhem puntano alla riscoperta e alla comprensione del sapere medievale in fisica, matematica, astronomia e scienze naturali.
Dal punto di vista della medicina questi studiosi rivalutano lo stato della scienza al tempo e riconsiderano, e suggeriscono che sia superata l'immagine popolare di una medicina medievale priva di sapere scientifico, mista a magia e superstizione.
La loro analisi storica degli studi di chirurgia e quelli anatomici, legati anche alla dissezione di cadaveri, con particolare accento ai rapporti con la Chiesa cattolica e con i papi si allinea a questa rivalutazione.

## La chirurgia trattata nelle fonti primarie
È utile esaminare la legislazione ecclesiastica relativa alla pratica della medicina e della chirurgia e in particolare proprio quei concili che la storia della medicina ha messo in particolare evidenza.
Nei concili regionali di Clermont (1130) e di Reims (1131), fu approvato il seguente canone, in seguito interamente accolto anche nel Concilio ecumenico Lateranense II (1139)
Ad una prima lettura sembra che la Chiesa volesse evitare completamente la pratica della medicina a tutti i rappresentanti del clero, ed è anche vero che lo stesso canone spiega che la medicina è una pratica non particolarmente indicata per uomini di chiesa, dal momento che tale attività comporta la visione di cose imbarazzanti; ma la ragione principale del divieto può essere facilmente vista non tanto nella pratica della professione ma nell'inseguimento del "vile guadagno di denaro". Tutto il canone è evidentemente incentrato sul problema dell'avidità, del lucro e della ricerca della gloria; del resto, nello stesso concilio Lateranense II, viene condannata anche la simonia e l'usura, quindi è chiaro che i temi venali erano il problema centrale. Risulta inoltre evidente come questo canone non sia riferito a tutto il clero, ma solo ad una ristretta parte di esso, cioè ai monaci e ai canonici regolari, e non è specificamente diretto contro la pratica della medicina in sé, ma solamente contro il praticarla a fini di lucro. Inoltre, benché questo canone fosse entrato anche in un concilio ecumenico, la sua importanza fu di breve durata, infatti esso non venne mai inserito in nessuna delle collezioni successive. Pertanto fino a questo punto non si ha alcuna "esplicita" proibizione della pratica della medicina.
I concili regionali di Montpellier (1162) e di Tours (1163) contenevano il seguente canone:
Benché contenuto in un concilio regionale, questo canone ebbe un impatto molto più profondo rispetto al precedente, infatti esso fu inserito subito in diverse collezioni di decretali ed infine entrò a far parte delle fondamentali Decretales di Papa Gregorio IX. Tuttavia anche questo canone non è riferito a tutto il clero, ma ovviamente soltanto a coloro che fanno vita comune e seguono una regola, come i monaci ed i canonici regolari, ed anche in questo caso non si tratta di una proibizione della pratica della medicina in sé, ma soltanto del divieto fatto ai regolari di lasciare i loro luoghi e doveri religiosi per esercitare la professione di medico. Inoltre se si volesse intendere questo canone come una proibizione della medicina in sé, allora dovrebbe essere presa per buona anche la proibizione dello studio delle leggi secolari. Ma il diritto secolare era propedeutico al diritto canonico, pertanto è assurdo pensare che se ne potesse proibire lo studio. Nel 1213 il concilio regionale di Parigi adottò un canone dagli stessi contenuti del precedente.
Nel 1219, papa Onorio III pubblicò la bolla Super speculam che in seguito entrò anch'essa nelle Decretales. Questa bolla aveva essenzialmente tre scopi: garantire benefici e prebende agli insegnanti di teologia e ai loro studenti, riaffermare ed estendere il canone del concilio di Tours e vietare lo studio del diritto civile all'università di Parigi. Le disposizioni del canone vennero estese a diaconi, priori ed in generale a tutti coloro che godevano di benefici, ed anche i preti rientrarono nel divieto di allontanamento. Nel Liber Sextus aggiunto alle Decretales nel 1298 da Papa Bonifacio VIII il divieto di allontanarsi viene esteso a qualunque tipo studio. Risulta pertanto chiaro che lo scopo di questi documenti non era quello di vietare lo studio della medicina in sé o di qualsiasi altra materia, ma soltanto quello di garantire che i religiosi non si allontanassero e trascurassero le loro mansioni principali. In particolare la bolla concernente l'Università di Parigi era diretta soprattutto a promuovere lo studio della teologia in quanto a Parigi gli studi secolari rischiavano di farne sparire l'insegnamento.
Il fatto che non si volesse colpire lo studio della medicina in sé in tutti questi decreti e concili si ricava anche dal fatto che tale studio era permesso ai regolari entro i confini dei luoghi religiosi cui appartenevano, e lo studio della medicina in sé non costituiva un ostacolo per la carriera ecclesiastica, infatti Teodorico de' Borgognoni (1206 - 1298) che era un importante medico fu anche vescovo di Cervia, e anche Papa Giovanni XXI era precedentemente stato un medico.
La pratica della medicina presentava però un importante rischio: che la morte del paziente avesse come causa diretta l'azione del medico. A questo proposito Papa Clemente III pubblicò una risposta ad un "canonico" che l'aveva interrogato sull'argomento. Il testo, che poi fu incluso nella Compilatio Secunda e nelle Decretales così recitava:
La preoccupazione era quindi che l'essere, più o meno direttamente, responsabili della morte di qualcuno attraverso la pratica della medicina, potesse costituire un impedimento al completo perseguimento delle funzioni spirituali del chierico, che pertanto era meglio non accedesse agli ordini maggiori.
Ma la pratica che maggiormente portava alla morte il malato, per azione diretta del medico, era certamente la chirurgia. Uno scritto di Papa Innocenzo III pubblicato nel 1212 ed inserito poi nelle Decretales fa riferimento diretto al problema. Il testo illustra il pronunciamento del papa riguardo al caso di una donna, morta per non aver seguito scrupolosamente, durante la riabilitazione, le prescrizioni mediche di un monaco che l'aveva precedentemente operata. Il papa stabilì allora che se il monaco, che fosse davvero esperto e zelante nella medicina, avesse agito mosso soltanto dalla pietà e non dalla cupidigia, non avrebbe dovuto essere punito in alcun modo.
Questa vicenda e le preoccupazioni che ne derivarono influirono sulla promulgazione del seguente canone in occasione del quarto concilio ecumenico Lateranense (1215), successivamente incluso anche nelle Decretales:
Questo canone viene citato spesso come divieto a tutti i chierici di praticare la chirurgia, ma ovviamente questa interpretazione è erronea, perché il canone è esplicito nel vietare la chirurgia soltanto a sacerdoti, diaconi e suddiaconi, ovvero gli Ordini maggiori. Una larga parte del clero non è toccata da questo divieto. Inoltre ancora una volta non si tratta di una legge contro la chirurgia in sé, ma soltanto di una proibizione di un'attività non ritenuta consona alla figura dei religiosi (negli Ordini maggiori), per i motivi, più sopra spiegati, legati alla responsabilità di un'eventuale morte del paziente.  Infatti questo canone venne ripreso poi in molti concili regionali (Le Mans 1247, Sinodo di Nîmes 1284, Sinodo di Würzburg 1298, Sinodo di Bayeux 1300), sempre inserito in un contesto generale riguardante la condotta e le responsabilità dei chierici; del resto, anche nelle Decretales, il canone originale Lateranense è inserito sotto il titolo Né clerici vel monachi saecularibus negotiis se immisceant (ovvero Chierici e monaci non si immischino negli affari secolari).
In conclusione ci sono analisi come quelle di Andrew Dickson White che hanno voluto interpretare le leggi finora esposte come espressione concreta dell'ostilità della Chiesa verso la medicina e la chirurgia, ma alla luce di un'analisi dettagliata del Diritto Canonico su questo specifico argomento, l'interpretazione di White appare forzata e surrettizia, e non analizza a fondo il problema reale e il reale motivo di emanazione di certi decreti.

### «Ecclesia abhorret a sanguine» ovvero l'editto "fantasma"

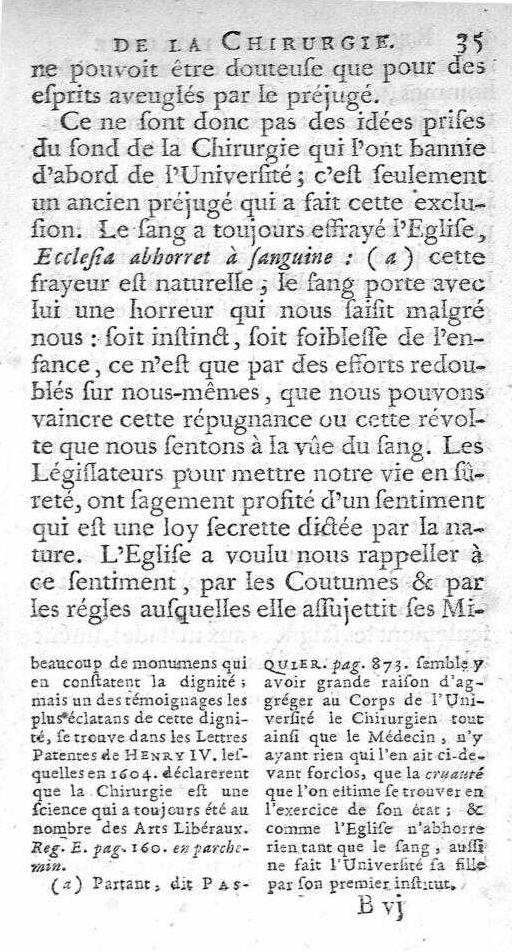
Scansione della pagina delle Recherches critiques et historiques sur l'origine, sur les divers états et sur les progrès de la chirurgie en France di François Quesnay, la prima fonte in assoluto del motto Ecclesia abhorret a sanguine

Un'altra affermazione sulla legislazione ecclesiastica relativa alla medicina e la chirurgia asserisce che la chirurgia sarebbe stata vietata ai chierici sulla base del principio Ecclesia abhorret a sanguine (La Chiesa aborre dal sangue). Questa massima veniva talvolta attribuita al canone del concilio Lateranense del 1215, altre volte al canone del concilio di Tours del 1163
Secondo la revisione storica questa attribuzione sarebbe inventata. I due canoni secondo lo storico C. H. Talbot non contengono affatto questo motto, né esso si può trovare in nessun altro documento, che afferma in merito:

## Il clero e la medicina
Durante i primi secoli del Medioevo, i monasteri furono i principali luoghi di conservazione di importanti testi di medicina antica, come quelli di Ippocrate, Alessandro di Tralle, Oribasio e Galeno. Questa tradizione continuò indisturbata fino al XII secolo, quando poi cominciarono alcuni abusi. Era infatti facile per i monaci lasciare i loro chiostri per esercitare in giro la professione medica, e ciò li espose a quello che per la Chiesa era un triplo pericolo: oro, donne, ed ambizione. Il lavoro di medici portava lauti guadagni, e da questi potevano nascere lusso nel vestire e nel mangiare, comportamenti frivoli, orgoglio, arroganza e lussuria. Per questi motivi si vietò ai monaci e ai canonici regolari di praticare la medicina in cambio di denaro, e successivamente si impose loro l'obbligo di non allontanarsi dai loro monasteri.
Ma queste proibizioni non riguardavano i membri del clero secolare. Questi avevano cominciato a studiare e praticare la medicina sin dal X secolo, e la loro opera era fondamentalmente legata agli ospedali associati alle cattedrali, dal momento che questi chierici avevano l'obbligo di attendere alle cerimonie religiose delle loro chiese e non potevano pertanto allontanarsi più di tanto. Ma quando ai monaci fu vietato di lasciare i loro monasteri, l'importanza e le responsabilità di questi chierici medici crebbero notevolmente, e fu così loro permesso di spostarsi e di viaggiare.
Infine, il canone del concilio Lateranense del 1215 vietò la chirurgia ai soli membri degli Ordini Maggiori, ovvero alla parte più importante del clero che era strettamente legata ai doveri sacri.

## Le ragioni della separazione di medicina e chirurgia
Il canone del concilio Lateranense IV del 1215 ed il motto Ecclesia abhorret a sanguine, vengono acriticamente utilizzati in molta letteratura per mostrare che da questo punto in avanti chirurgia e medicina furono separate, e la prima lasciata in mano a praticanti poco istruiti (i cosiddetti barbieri-chirurghi). Ma anche questa interpretazione, oltreché essere troppo semplicistica, non tiene conto di diversi fatti storici, e risulta pertanto fuorviante.
Innanzitutto, oltre a non tenere in conto il fatto che la proibizione di esercitare la chirurgia riguardava solo gli Ordini Maggiori, e quindi solo coloro che già normalmente attendevano a ben altri e sacri doveri e poco si dedicavano ad altre attività, questa lettura della storia dà per scontato che la medicina e la chirurgia fossero in precedenza completamente in mano ai chierici, ma in realtà c'erano anche moltissimi laici a studiarle e praticarle. All'interno dell'importantissima Scuola medica salernitana, la medicina era in quel periodo essenzialmente in mano ai laici. Questa scuola produsse uno dei più diffusi trattati di chirurgia medievali, la cosiddetta Chirurgia di Bamberg, che restò un testo di studio basilare fino a che non venne soppiantata, nel corso del XII secolo, dalla Chirurgia di Rogerio Frugardi, anch'egli un laico. Non si capisce come dei laici, che potevano leggere e scrivere in latino, si possano considerare uomini poco istruiti, eppure questo è ciò che sempre hanno assunto coloro che senza approfondire hanno discusso la separazione tra medicina e chirurgia nel Medioevo.
Ma la questione è ben più complessa, e necessita di essere ulteriormente approfondita. Per identificare il medico si utilizzavano nel Medioevo due termini, medicus e physicus. Questi due termini non erano intercambiabili: medicus indicava colui che esercitava la medicina in pratica, visitando pazienti, facendo diagnosi e prescrivendo cure; physicus identificava invece colui che aveva un'approfondita conoscenza teorica della medicina e delle scienze naturali in generale, praticamente un filosofo. Chi esercitava essenzialmente la chirurgia, veniva chiamato, per l'appunto, cyrurgicus; il lavoro di questi era per lo più manuale, ed infatti venivano anche definiti practici, ma non erano certo persone meno istruite dei loro colleghi. Quelli che invece avevano un'istruzione inferiore erano i cosiddetti barbieri-chirurghi (barberus oppure rasorius), che si occupavano essenzialmente di salassi, cura delle ferite e semplici operazioni chirurgiche.
La separazione tra medicina e chirurgia la si ritrova già presso i Romani, e lo stesso Galeno ci testimonia infatti che a suo tempo esisteva una spaccatura tra medici e chirurghi. Questa tradizione passò poi ai medici arabi: Rhazes scrisse infatti come raramente fosse possibile trovare un medico che avesse studiato anche la chirurgia, che rimaneva essenzialmente in mano a degli ignoranti. Ibn Zuhr (conosciuto anche come Avenzoar) all'inizio del XII secolo scrisse che i medici non solo non volevano abbassarsi a fare operazioni manuali, ma evitavano anche di preparare essi stessi i medicinali.
Anche l'occidente fu pertanto influenzato da questa tradizione, che esaltava la nobiltà del physicus e disdegnava le pratiche manuali; e fu proprio per questa tradizione che chirurgia e medicina venivano separate. Johannes Jamatus, un commentatore della Chirurgia di Rogerio Frugardi, spiegava come la medicina fosse messa in pericolo proprio da coloro che disprezzavano la chirurgia e la separavano dalla physica, in quanto avrebbe dovuto essere ovvio a tutti come molte malattie richiedessero necessariamente operazioni chirurgiche. E continuava poi dicendo che molti medici pretendevano di nascondere la loro indolenza lanciando insulti contro una materia che non conoscevano, affermando di non essere questa degna di sporcare le loro mani. Niente a che vedere quindi con le proibizioni ecclesiastiche, che tra l'altro erano molto limitate come abbiamo visto, né ovviamente con l'"Ecclesia abhorret a sanguine" che non è mai esistito.
Tuttavia questa separazione non era affatto assoluta e la chirurgia non era affatto universalmente disprezzata: in occidente, nel Medioevo, la chirurgia divenne una scienza avanzata, insegnata e praticata all'interno di tutte le università. Anzi, il suo sviluppo fu più rapido rispetto al resto della medicina, in quanto il suo progresso era essenzialmente basato sull'osservazione e sulla pratica sperimentale, completamente libera da sofisticazioni teoriche. Inoltre esistevano anche i medici completi, alcuni dei quali furono proprio i grandi maestri della medicina medievale, come ad esempio Guy de Chauliac.

## Alcuni esempi di chierici chirurghi
Molti studenti all'interno delle scuole di medicina erano chierici, tra i quali tre grandissimi maestri della chirurgia medievale, Guglielmo da Saliceto, Lanfranco da Milano e Guy de Chauliac. Quest'ultimo è considerato ormai da tutti gli storici della medicina uno dei più importanti chirurghi di tutti i tempi; Gabriele Falloppia lo paragonò, per importanza, allo stesso Ippocrate; la sua monumentale Chirurgia Magna, un trattato in tre volumi, restò uno dei più importanti testi di riferimento sulla chirurgia per almeno tre secoli. Solo a titolo di esempio, nel suo trattato Chauliac descrive i pericoli della chirurgia al collo, tra cui la possibilità di rovinare la voce a causa dell'incisione del nervo laringeo; prescrive diete leggere per i feriti; tratta approfonditamente le fratture del cranio; si occupa di ferite al petto che prescrive di richiudere a meno che non ci siano versamenti da rimuovere; descrive come fermare emorragie attraverso suture, cauterio, legature od astringenti. Molti dei suoi metodi e delle sue tecniche restano tuttora validi. Niente a che vedere quindi con strani rimedi e superstizioni, quali ad esempio (come sosteneva White) impiastri vari e frizioni con denti di cadaveri. E Chauliac non fu solo un chirurgo, ma fu un medico completo ed era tra coloro che stigmatizzavano l'atteggiamento dei medici che snobbavano la chirurgia.
Ma la competenza di Chauliac non è certo un caso isolato, bensì si inquadra perfettamente all'interno della tradizione medica medievale; egli stesso dedica la sua Chirurgia Magna
L'insegnamento della medicina e della chirurgia era infatti diffuso ed avanzato in tutte le università europee, che erano ampiamente supportate dalla Chiesa ed i suoi Pontefici.

## Anatomia

### La bolla di Bonifacio VIII
L'unico provvedimento ufficiale della Chiesa medievale che, seppur indirettamente, coinvolgeva le dissezioni di cadaveri per lo studio dell'anatomia, è la bolla De sepulturis  , conosciuta anche con il nome di Detestandae feritatis, promulgata da Papa Bonifacio VIII nel 1299. "Indirettamente", perché le ragioni che portarono alla promulgazione di questo decreto riguardavano un campo ben diverso. Durante le Crociate si era diffuso un costume particolare riguardante le sepolture: i corpi dei nobili che morivano combattendo in Terra santa venivano smembrati, fatti a pezzi e bolliti, al fine di separare la carne dalle ossa, in modo da poter facilmente trasportare queste ultime nei luoghi natali per essere seppellite. Un'altra usanza diffusa tra i nobili era invece quella di tagliare il corpo in più parti in modo da poterle seppellire in diversi luoghi sacri, o comunque considerati importanti per il defunto. Questo tipo di pratiche vennero nella bolla definite empie, crudeli, inumane e selvagge; e pertanto il Papa decise di proibire, sotto pena di scomunica, ciò che non solo è abominevole agli occhi di Dio, ma anche rivoltante sotto ogni profilo umano. È chiaro che questo documento non riguardasse in alcun modo le dissezioni a scopo scientifico; tuttavia eventuali interpretazioni estensive avrebbero potuto portare ad una limitazione degli studi anatomici.
Alcune fonti che attestano come queste interpretazioni estensive abbiano effettivamente avuto luogo. In una glossa aggiunta alla bolla nel 1303 dal cardinale Jean Le Moine, ed entrata anch'essa nel Corpus Iuris Canonici, viene specificato che la proibizione non riguarda solo il bollire il cadavere, ma anche l'eviscerazione, la dissezione e la cremazione. Nel 1345 Guido da Vigevano premetteva nella sua Anatomia che, siccome le dissezioni erano proibite dalla Chiesa, ma dato che la conoscenza dell'anatomia era necessaria alla medicina, egli avrebbe illustrato questa materia utilizzando delle immagini appositamente realizzate.

Mondino dei Liuzzi, Anathomia, 1541

Nell'Anatomia Richardi, invece, l'autore dell'opera spiegava che, dal momento che le dissezioni sono un trattamento orribile per il corpo umano, gli anatomisti le praticano solo sugli animali. Infine c'è un passo nell'Anothomia di Mondino dei Liuzzi (1316), che sembra far riferimento diretto alla bolla di Bonifacio VIII:
Nonostante la bolla papale e le diverse interpretazioni cui è stata oggetto, le dissezioni furono molto praticate nel corso del XIV secolo. In particolare Mondino fu uno degli anatomisti più attivi. Ad ogni modo le ambiguità interpretative di sicuro cessarono nel 1482, quando Papa Sisto IV autorizzò esplicitamente le dissezioni nell'Università di Tubinga, indicando l'approvazione della Chiesa verso tale pratica.